# سقنقور متوسط
سقنقور متوسط (الاسم العلمي: Mesoscincus)، جنس سحالي من فصيلة السقنقورية. أنواعه ثلاثة موطنها المكسيك وأمريكا الوسطى. وقد أُدرجت أنواعه سابقًا في جنس أم الحيات.